# والفوگونا دو بالاگور
والفوگونا دو بالاگور (به اسپانیایی: Vallfogona de Balaguer) یک منطقهٔ مسکونی در اسپانیا است که در نوگورا واقع شده‌است. والفوگونا دو بالاگور ۲۷٫۰ کیلومتر مربع مساحت دارد ۲۳۵ متر بالاتر از سطح دریا واقع شده‌است.